# Францбург
Францбург (њем. Franzburg) град је у њемачкој савезној држави Мекленбург-Западна Померанија. Једно је од 64 општинска средишта округа Нордфорпомерн. Према процјени из 2010. у граду је живјело 1.541 становника. Посједује регионалну шифру (AGS) 13057028.

## Географски и демографски подаци
Францбург се налази у савезној држави Мекленбург-Западна Померанија у округу Нордфорпомерн. Град се налази на надморској висини од 20 метара. Површина општине износи 15,2 km². У самом граду је, према процјени из 2010. године, живјело 1.541 становника. Просјечна густина становништва износи 101 становника/km².